# Ahmad Tajuddin
Duli Yang Maha Mulia Sultan Ahmad Tajuddin Akhazul Khairi Waddien ibni Almarhum Sir Sultan Mohammad Jamalul Alam II (Bandar Seri Begawan, 22 agosto 1913 – Singapore, 3 giugno 1950) è stato sultano del Brunei dal 1924 al 1950.